# Cesár Sampson
Cesár Sampson (Linz, 18 agosto 1983) è un cantante, compositore e modello austriaco con origini caraibiche.
Ha rappresentato l'Austria all'Eurovision Song Contest 2018 con il brano Nobody but You, classificandosi terzo con 342 punti.

## Carriera
Inizia la sua carriera nel 2000, a soli 17 anni, esibendosi con le band di musica alternativa più gettonate dell'Austria tra cui Kruder & Dorfmeister, i Sofa Surfers e i Louie Austen.
Nel 2016, entra a far parte del Symphonix International, gruppo di compositori musicali con sede a Vienna. Tra i loro successi troviamo brani che hanno partecipato all'Eurovision Song Contest come If Love Was a Crime (Bulgaria - 2016) e Beautiful Mess (Bulgaria - 2017), di cui Cesár è stato anche corista sul palco della manifestazione, oltre a In Too Deep (Serbia - 2017) e Dance Alone (Macedonia - 2017).
Il 5 dicembre 2017, è stato confermato che l'ente radiotelevisivo austriaco ORF l'ha selezionato per rappresentare l'Austria all'Eurovision Song Contest 2018 a Lisbona. Il 7 dicembre 2017, ha annunciato che il brano con il quale gareggerà alla kermesse europea è Nobody but You, che è stato presentato il 9 marzo 2018.
L'artista si è esibito nella prima semifinale della manifestazione, ottenendo la qualificazione alla finale, classificandosi quarto con 231 punti. Durante la serata finale, tenutasi il 12 maggio 2018, Cesár si è classificato al terzo posto con 342 punti.

## Discografia

### Singoli
- 2007 – Sign
- 2018 – Nobody but You
- 2019 – Stone Cold
- 2019 – Where You Are
- 2020 – Lazy Suit